# Gornje Punoševce
Gornje Punoševce (en serbe cyrillique : Горње Пуношевце) est un village de Serbie situé sur le territoire de la Ville de Vranje, district de Pčinja. Au recensement de 2011, il comptait 30 habitants.

## Démographie
| 1948 | 1953 | 1961 | 1971 | 1981 | 1991 | 2002 | 2011 |
| ---- | ---- | ---- | ---- | ---- | ---- | ---- | ---- |
| 149  | 134  | 211  | 179  | 124  | 65   | 40   | 30   |

|  |